# Planspitze
La Planspitze est un sommet des Alpes, à 2 117 m d'altitude, dans les Alpes d'Ennstal, en Autriche (land de Styrie).